# Crepidohamma semiglabra
Crepidohamma semiglabra är en tvåvingeart som först beskrevs av Curtis W. Sabrosky 1957.  Crepidohamma semiglabra ingår i släktet Crepidohamma och familjen smalvingeflugor.
Artens utbredningsområde är Florida. Inga underarter finns listade i Catalogue of Life.